# Matt Bosher
Matt Bosher (Greenacres, 18 ottobre 1987) è un giocatore di football americano statunitense che gioca nel ruolo di punter per gli Atlanta Falcons della National Football League (NFL). Fu scelto nel corso del sesto giro (192º assoluto) del Draft NFL 2011 dai Falcons. Al college ha giocato a football all'Università di Miami.

## Carriera professionistica

### Atlanta Falcons
White fu scelto dagli Atlanta Falcons nel corso del sesto giro del Draft 2011. Nella stagione da rookie si impose subito come il punter titolare della squadra, calciando 70 punt a una media di 42,7 yard l'uno. Nella stagione successiva salì a una media di 47,5 yard su 60 punt.

## Palmarès

### Franchigia
- National Football Conference Championship: 1

Atlanta Falcons: 2016

### Individuale
- PFWA All-Rookie Team - 2011

## Statistiche
| Partite totali      | 32    |
| Partite da titolare | 0     |
| Punt                | 130   |
| Yard su punt        | 5.837 |
| Media               | 44,9  |

Statistiche aggiornate alla stagione 2012